# Инфантилна сексуалност
Инфантилна сексуалност је појам који обухвата сва испољавања незреле сексуалности у виду нагона, афеката и фантазама. Јавља се на узрасту између треће и пете године у виду сексуалне радозналости (посматрање и игра гениталијама) као и инфантилна онанија. Инфантилна сексуалност је аутоеротска. Окончава се око шесте године када наступа период латенције.